# Fürst Bismarck (Boot)
Die Fürst Bismarck ist ein ehemaliges Ruderrettungsboot der Deutschen Gesellschaft zur Rettung Schiffbrüchiger (DGzRS).
Das im Jahr 1893 gebaute Deutsche Normalrettungsboot wurde im selben Jahr auf der Weststation der Nordseeinsel Norderney stationiert, wo es das hölzerne Rettungsboot Barmen ablöste.
Das neun Meter lange Boot weist eine Breite von 2,5 Metern auf und war für eine Besatzungsstärke von elf Personen ausgerichtet. Diese entwickelte beim Rudern eine Antriebsleistung zwischen 1 und 1,5 PS. Das aus Stahlblech hergestellte Boot war infolge eingebauter Luftkästen nahezu unsinkbar. Im Jahr 1913 bei einer Einsatzfahrt beschädigt, wurde es nach der vorübergehenden Stationierung eines Reservebootes 1914 durch die Fürst Bismarck II ersetzt. Die Quellenlage ist jedoch insofern widersprüchlich, als auch von einer Stationierung bis zum Jahr 1927 berichtet wird. Das außer Dienst gestellte Boot ist auch heute noch erhalten und im Rettungsschuppen auf Norderney zu besichtigen. Andere Quellen wissen jedoch zu berichten, dass es sich bei dem Ausstellungsstück um das Nachfolgeboot Fürst Bismarck II handelt.